# Bernard Rehl
Bernardus Johannes Anton (Bernard) Rehl (ook wel B.J. Rehl of Bern.J.A. Rehl) (Den Haag, 15 december 1857 - Breda, 23 april 1915) was een Nederlands fagottist en cellist.
Hij was zoon van winkelbediende Ferdinandus Rehl en naaister Petronella Hendrika Jacqueline Cramer. Hij was getrouwd met Geertruida van Drame(n) (Drane).
Hij kreeg zijn fagotopleiding aan de Haagse muziekschool. Hij werd in 1876 als zodanig aangesteld als fagottist in het Utrechts Stedelijk Orkest van dirigent Cornelis Coenen. Coenen en cellist Antoon Bouman haalden hem over cellist te worden. Hij kreeg daartoe les van Bouman en Rehl volgde in 1882 Bouman op als cellist van het orkest.
Ondertussen had hij ook lessen compositieleer ontvangen van Richard Hol. In die stad werd hij ook dirigent van de Utrechtse Mannenzangvereeniging, het gemengde zangkoor Kunstmin (van 1889 tot 1891). 
In 1888 werd hij dirigent van het schutterijorkest in Arnhem; in 1892 werd hij kapelmeester van het 2e infanteriekorps in Den Bosch (maar bleef wel cellist in Utrecht), weer later van het 6e Regiment Infanterie te Breda. Gedurende zijn loopbaan trad hij meermalen op als solist.
Hij schreef ook enkele werken, Muzikaal Nederland 1850-1910 gaf een aantal titels:
- Feestklanken
- Legende
- een orkestsuite voor groot orkest (opus 8)
- twee ouvertures
- Concertstuk voor cello en orkest, door hemzelf in 1905 te Enschede uitgevoerd; het leverde hem een onderscheiding op van de Maatschappij tot Bevordering der Toonkunst
- Academische feestmarsch uit 1896, voor het 52e lustrum van de Utrechtse Hogeschool
- Elegie
- Concertino voor trombone en orkest
- Feestmars Jan van Beers (voor orkest, door Johan Wagenaar bewerkt tot piano vierhandig)
- Liederen en koorwerken zoals Morgenstond en Angelus.

Zoals gebruikelijk in die tijd schreef hij ook arrangementen van werken uit de klassieke muziek voor blaasorkest etc. Enige bekendheid kreeg zijn bewerking van de Piet Hein Rhapsodie van Peter van Anrooy, dat op plaat werd vastgelegd (Parlophon P 51004) en zich bevindt in de collectie van het Nederlands Militair Erfgoed. Werken haalden lessenaars van stedelijke orkesten uit Amsterdam, Utrecht, Groningen, Arnhem en Scheveningen.
.